# Ambo (Perú)
Ambo (del quechua anpuy, 'ayudarse mutuamente') es una ciudad peruana, capital del distrito y de la provincia homónimos, ubicada en el departamento de Huánuco. Se halla a 2064 m s. n. m. en la vertiente oriental de la cordillera de los Andes, en la cuenca alta del río Huallaga.

## Toponimia
El nombre provendría de la voz quechua anpuy, que significa ayudarse recíprocamente (Anpuy > Anpu > Ambo).

## Clima
| Parámetros climáticos promedio de Ambo | Parámetros climáticos promedio de Ambo | Parámetros climáticos promedio de Ambo | Parámetros climáticos promedio de Ambo | Parámetros climáticos promedio de Ambo | Parámetros climáticos promedio de Ambo | Parámetros climáticos promedio de Ambo | Parámetros climáticos promedio de Ambo | Parámetros climáticos promedio de Ambo | Parámetros climáticos promedio de Ambo | Parámetros climáticos promedio de Ambo | Parámetros climáticos promedio de Ambo | Parámetros climáticos promedio de Ambo | Parámetros climáticos promedio de Ambo |
| Mes                                    | Ene.                                   | Feb.                                   | Mar.                                   | Abr.                                   | May.                                   | Jun.                                   | Jul.                                   | Ago.                                   | Sep.                                   | Oct.                                   | Nov.                                   | Dic.                                   | Anual                                  |
| -------------------------------------- | -------------------------------------- | -------------------------------------- | -------------------------------------- | -------------------------------------- | -------------------------------------- | -------------------------------------- | -------------------------------------- | -------------------------------------- | -------------------------------------- | -------------------------------------- | -------------------------------------- | -------------------------------------- | -------------------------------------- |
| Temp. máx. media (°C)                  | 25.2                                   | 25                                     | 24.2                                   | 25                                     | 25.1                                   | 24.5                                   | 24.5                                   | 25.1                                   | 25.3                                   | 25.7                                   | 26.2                                   | 25.6                                   | 25.1                                   |
| Temp. media (°C)                       | 18.3                                   | 18.2                                   | 17.7                                   | 17.9                                   | 16.9                                   | 16                                     | 15.8                                   | 16.6                                   | 17.4                                   | 18.3                                   | 18.8                                   | 18.6                                   | 17.5                                   |
| Temp. mín. media (°C)                  | 11.5                                   | 11.5                                   | 11.3                                   | 10.9                                   | 8.7                                    | 7.6                                    | 7.1                                    | 8.2                                    | 9.6                                    | 10.9                                   | 11.4                                   | 11.6                                   | 10                                     |
| Fuente: climate-data.org               |                                        |                                        |                                        |                                        |                                        |                                        |                                        |                                        |                                        |                                        |                                        |                                        |                                        |

## Ambinos ilustres
- Ricardo Durand Flórez, tercer obispo del Callao.